# Franz Naegele
Franz Naegele (ur. 12 lipca 1778 w Düsseldorfie, zm. 21 stycznia 1851 w Heidelbergu) – niemiecki ginekolog, który opracował sposób obliczania długości ciąży u ludzi zwany metodą Naegelego.
Syn naczelnego chirurga Bawarii i Palatynatu; pierwsze nauki pobierał u ojca, następnie kształcił się w Strasburgu, Fryburgu i Bambergu, gdzie otrzymał tytuł doktora. W 1807 został wykładowcą na uniwersytecie w Heidelbergu, gdzie w 1810 objął następnie katedrę profesorską, zastępując na tym stanowisku swego teścia, Franza Antona Maia. 
Autor prac naukowych dotyczących przebiegu porodu, budowy i wad obręczy kończyn dolnych; jego podręcznik położnictwa był ceniony za przejrzystość i jasność wywodu przez praktyków i studentów. Jego współpracownik i korespondent, Eduard Caspar von Siebold, wspominał go jako doskonałego wykładowcę.
Wybrane publikacje
- Beytrag zu einer naturgeschichtlichen Darstellung der krankhaften Erscheinung am thierischen Körper, welche man Entzündung nennt, und ihre Folgen. Dänzer, Düsseldorf 1804.
- Erfahrungen und Abhandlungen aus dem Gebiethe der Krankheiten des weiblichen Geschlechtes. Tobias Loeffler, 1812. (niem.). Brak numerów stron w książce
- Franz Carl Nägele: Über den Mechanismus der Geburt. 1822. (niem.). Brak numerów stron w książce
- Das Weibliche Becken: betrachtet in Beziehung auf seine Stellung und die Richtung seiner Höhle: nebst Beyträgen zur Geschichte der Lehre von den Beckenaxen. Chr. Fr. Müller, 1825. (niem.). Brak numerów stron w książce
- Katechismus der Hebammenkunst: als Anhang zu seinem Lehrbuche der Geburtshülfe für die Hebammen: für Lehrende und Lernende. Wyd. 3. J.C.B. Mohr, 1836. (niem.). Brak numerów stron w książce
- Lehrbuch der Geburtshülfe (1843)